# カザグルマ
カザグルマ （風車、学名：Clematis patens C.Morren et Decne.） は、キンポウゲ科センニンソウ属 の落葉性つる性多年草。本州、四国、九州北部、東アジアに分布し、おもに林縁に生える。鑑賞用にも植えられている。

## 特徴
茎は褐色で木質化する。葉は長さ3-10 cmの小葉3-5枚からなる羽状複葉、5-6月に短い若枝の先に白色または淡紫色の花を単生する。花びらのように見える萼は普通8枚で長さは7-8 cmだが、種類により変異が大きい。痩果は広卵形で、黄褐色の羽毛状となる。
近縁のテッセン(C. florida)は中国原産で、普通花びらは6枚。ともにクレマチスの園芸品種の交雑に使われる。白花の品種がシロバナカザグルマ（白花風車、学名：Clematis patens C.Morren et Decne. f. leucantha Okuyama）と呼ばれることがある。

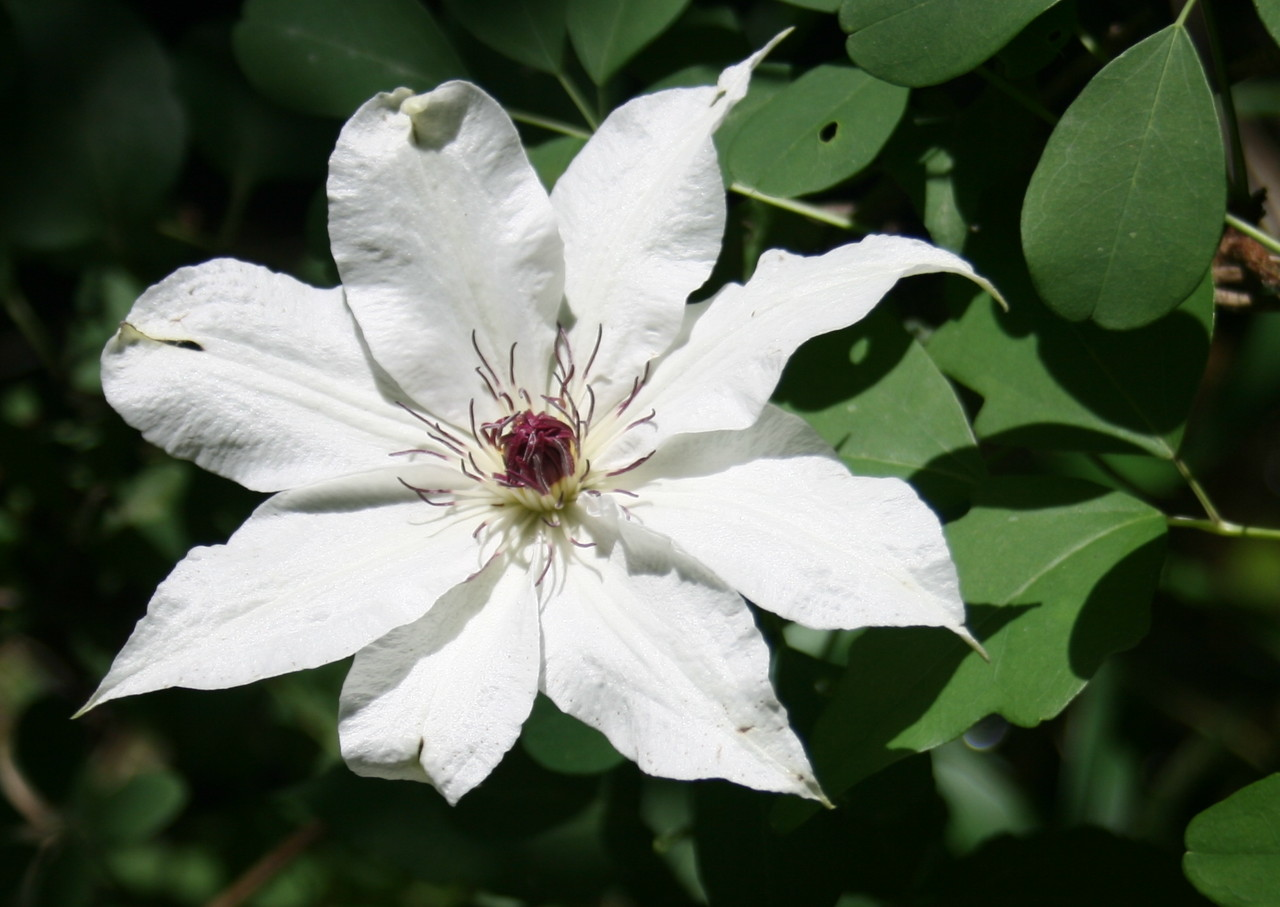
8枚の萼の花
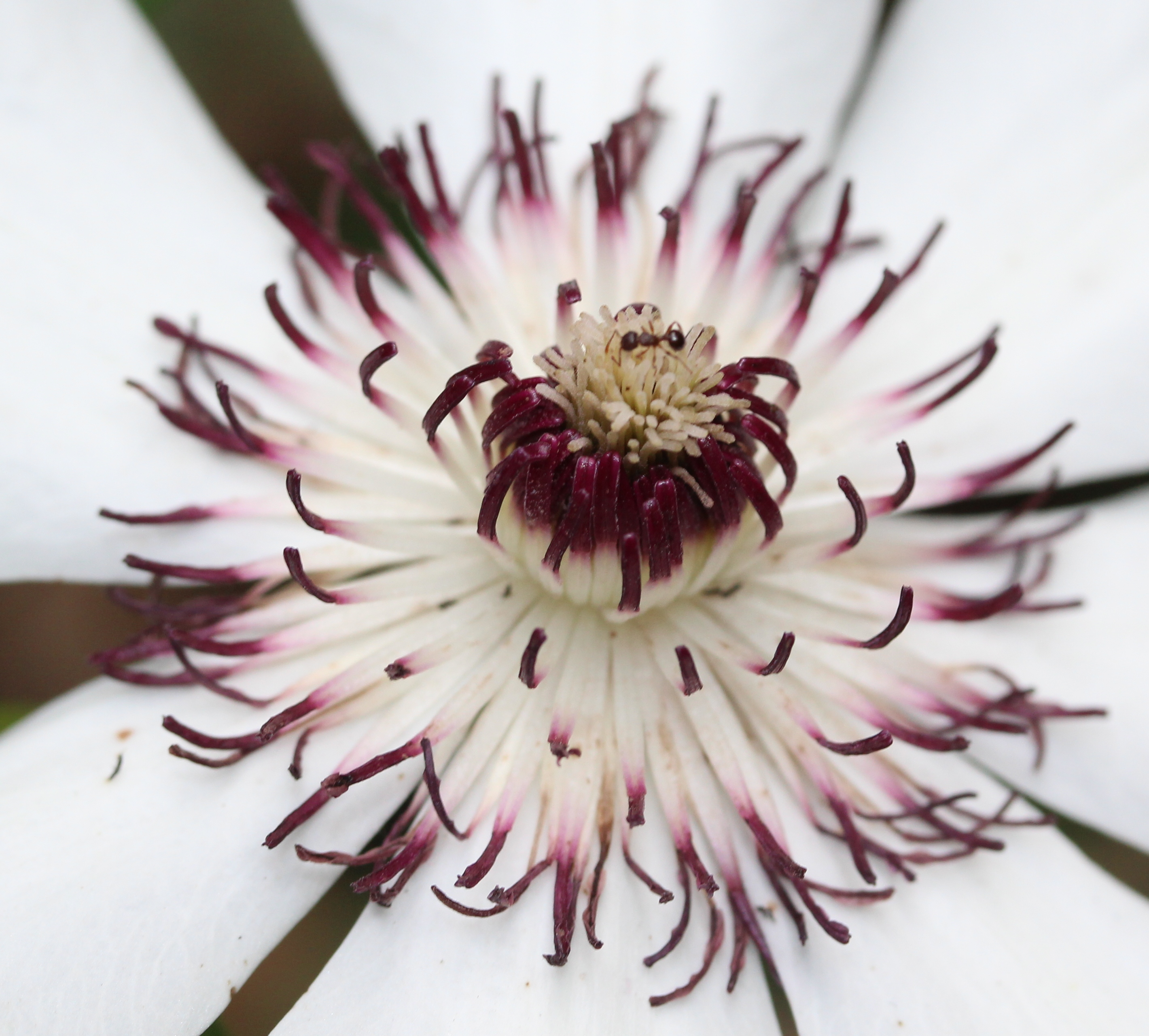
多数の雄しべと雌しべで構成される
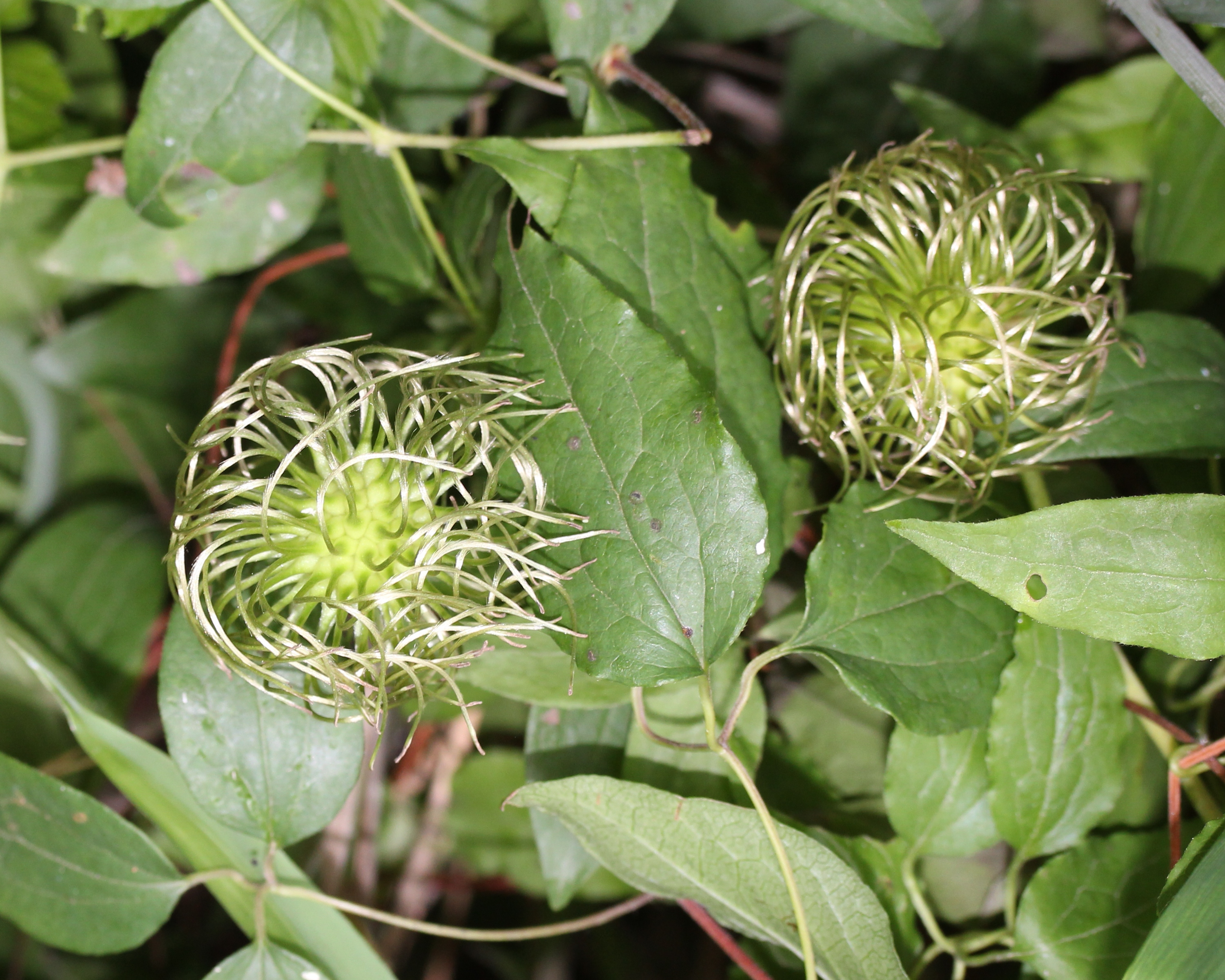
若い痩果

## 指定文化財など
奈良県宇陀市の「カザグルマ自生地」が、1948年（昭和23年）1月14日に国の天然記念物の指定を受けた。船橋市で市の花の指定を受けている。奈良県宇陀郡大宇陀町で町の花の指定を受けていた。

## 種の保全状況評価
日本では環境省によりレッドリストの準絶滅危惧（NT）の指定を受けている。以下の都道府県で、レッドリストの指定を受けている。大山隠岐国立公園などで指定植物の対象となっている。
- 絶滅（EX） - 東京都区部（北多摩、南多摩、西多摩地区は絶滅危惧IA類）、石川県、徳島県[注釈 2][11]
- 絶滅危惧IA類（CR）- 山形県、群馬県、和歌山県
  - 絶滅寸前種 - 奈良県[12]
- 絶滅危惧I類（CRまたはEN） - 福島県、大阪府、香川県[13]、熊本県[14]
  - 絶滅危惧種 - 滋賀県
  - Aランク - 兵庫県
- 絶滅危惧IB類（EN）- 埼玉県[15]、神奈川県、長野県、山梨県、三重県[16]、山口県[17]、高知県、大分県[18] 、宮崎県
  - 重要保護生物（B）[注釈 3] - 千葉県[19]
- 絶滅危惧II類（VU） - 宮城県、茨城県、新潟県[20]、岐阜県[21]、静岡県、愛知県[22]、岡山県[10]
  - Bランク[注釈 4] - 岩手県
- 準絶滅危惧（NT）- 栃木県、広島県